# Tom Bouden
Pour les articles homonymes, voir Bouden.
Tom Bouden, né le 10 août 1971 à Ostende (province de Flandre-Occidentale), est un auteur de bande dessinée belge néerlandophone. Son œuvre comprend des parodies en bande dessinée, des bandes dessinées gays humoristiques et/ou érotiques (gags et longs récits), des adaptations en bande dessinée d'œuvres littéraires et des bandes dessinées médiatiques commerciales.

## Biographie
Tom Bouden naît le 10 août 1971 à Ostende.
En 1980, il décide de devenir dessinateur. Les premières pages de Piet en Inge sont bientôt dessinées. Une dizaine d'albums suivent, les scénarios sont généralement écrits par des amis. Entre 1983 et 1988, il remporte un concours de bande dessinée pour l'hebdomadaire De Volksmacht. 
Il étudie l'animation à l'Académie royale des beaux-arts de Gand (KASK) à partir de 1989,.
Il conçoit diverses figurines et il contribue à divers journaux scolaires. En 1990, il réalise également quelques illustrations pour une affiche promotionnelle. Les personnages Max et Sven jouent bientôt le rôle principal dans leur propre bande dessinée. Ces histoires sont ensuite regroupées dans une bande dessinée régulière pour le mensuel belge ZiZo. Ces bandes dessinées apparaissent ensuite dans la série d'albums Flikkerzicht. Des personnages de ces bandes dessinées apparaissent également dans Queerville, In bed with David and Jonathan [« Au lit avec David et Jonathan »] et Max en Sven. Ce dernier one shot est traduit et publié en français sous le titre Max et Sven par les éditions H & O Éditions en 2004.
De 1997 à 2008, il scénarise neuf histoires pour la production Disney dont cinq mettant en scène l'univers de Donald Duck et trois celui de Mickey Mouse.
À partir de 1998, il travaille comme assistant pour la populaire série de bande dessinée F.C. De Kampioenen, dessinée et écrite par Hec Leemans. Outre ses contributions graphiques, il crée également de plus en plus de scénarios pour cette série. En 2002, il publie De Rattenkoning à la demande des éditions Dupuis une adaptation en bande dessinée du site web pour enfants Kid City. L'année suivante, est publiée De Lichtrode Ridder, une bande dessinée réalisée avec Kim Duchateau. Cet album est une parodie de la série Le Chevalier rouge de Willy Vandersteen.
Pour Het Belang van Ernst publié aux éditions Atlas, une version homosexualisée de L'Importance d'être Constant d'Oscar Wilde, il remporte le prix Saint-Michel du meilleur album néerlandophone en 2006.
De 2006 à 2009, il écrit également trois scénarios par an pour la série En daarmee basta! [« Et avec ça basta ! »], dessinés par Wim Swerts et Vanas.
En 2007, il contribue à neuf albums en tant qu'artiste et/ou scénariste, et cinq en tant qu'assistant. Cette année-là, il écrit également des scénarios pour la série de bandes dessinées W817 pour ses collègues Wim Swerts et Vanas, tâche qu'il reprend en partie à Hec Leemans.
Son travail est également publié à l'étranger. Ses bandes dessinées sont traduites en allemand, anglais, espagnol, italien et français. Depuis 2006, plusieurs nouveaux albums sortent directement en anglais.
En juin 2008, il crée une parodie de la bande dessinée belge, intitulée Paniek in Stripland. De nombreux personnages de bande dessinée bien connus apparaissent dans cette bande dessinée, tels que Bob et Bobette, Urbanus, Gil et Jo, Néron, F.C. De Kampioenen et De Kiekeboes. D’ailleurs, la couverture de cet album s’inspire de celle de Het Jampuddingspook.
En 2010, Piet Pienter en Bert Bibber font leur grand retour dans le récit Avontuur in de 21ste eeuw. Cette histoire est dessinée par Bouden et devait remplir quelques conditions. Pour Pom, cela ne pouvait être qu’une aventure ponctuelle et non une aventure à part entière. Tom Bouden la dessine dans le style de son album Paniek in Stripland. L'histoire est également publiée en noir et blanc de manière analogue aux histoires de Piet Pienter en Bert Bibber. Il reçoit le prix Rookie 2010 pour ces albums décerné par le festival de bande dessinée de Middelkerke.
En 2011, il fait revivre un autre classique de l'histoire de la bande dessinée flamande en achetant les droits du titre De Lustige Kapoentjes. Il crée un casting de nouveaux personnages pour cette bande d'enfants, et il leur donne un second rôle dans ses albums Kroepie en Boelie, tout en rendant dans ses cases hommage aux créateurs et albums précédents.

### La polémique
En 2019, il publie Suster en Wiebke. Het Dertigersdipje, dans lequel il imagine les personnages de Bob et Bobette vieillis de vingt ans. Le pitch est né d'une histoire plus courte qu'il avait dessinée pour le magazine Rooie Oortjes, 25 ans plus tôt. Bob (Suster) devient ainsi un adultère et Bobette (Wiebke) une mère de trois enfants dont le mari vient de décéder, tous deux souffrant d’une crise de la quarantaine. Tandis que Lambique (Lambert) tombe amoureux d'un réfugié, et que Jérôme (Jeroen) prend des stéroïdes. Tante Sidonie (Sibilla), quant à elle, est une vieille célibataire endurcie. La bande dessinée se vend si bien qu'elle doit être réimprimée en une semaine. Une polémique se crée avec les héritiers de Vandersteen qui estiment que leur droit d'auteur est violé, puisqu'il n'y a pas eu de discussion avec leur maison d'édition. La fille de Willy Vandersteen : Leen déclare dans le podcast de septembre 2019 du Stripjournaal de Robin Vinck qu'elle estime que cette bande dessinée n'est pas appropriée pour une bande dessinée pour enfants et profite du succès de Bob et Bobette. Tom Bouden renonce à faire une suite, mais il se défend en disant qu'il est très conscient de ce qui est toléré dans une parodie.

## Œuvres

### Roman graphique en français

#### Max et Sven
- Max et Sven[4], H & O Éditions, Montblanc, juin 2004
Scénario et dessin : Tom Bouden - Couleurs : noir et blanc -  (ISBN 2845470789)

## Prix et distinctions
- 2006 :  prix Saint-Michel du meilleur auteur néerlandophone pour Het Belang van Ernst[5],[9] ;
- 2010 :  prix Rookie au Festival de bande dessinée de Middelkerke à Middelkerke pour Boelie en Kroekie[8],[1].